# سعية بن العريض
سُعَية بن العريض اليهودي شاعر جاهلي مُقَل من يهود الحجاز، ذكره ابن سلام الجمحي وعده من شعراء اليهود قبل الإسلام وذكره الأصمعي في الأصمعيات وقال ومن شعره قوله: